# HAPLN2
HAPLN2 (англ. Hyaluronan and proteoglycan link protein 2) – білок, який кодується однойменним геном, розташованим у людей на короткому плечі 1-ї хромосоми.  Довжина поліпептидного ланцюга білка становить 340 амінокислот, а молекулярна маса — 37 775.
| 10         |  | 20         |  | 30         |  | 40         |  | 50         |
| ---------- |  | ---------- |  | ---------- |  | ---------- |  | ---------- |
| MPGWLTLPTL |  | CRFLLWAFTI |  | FHKAQGDPAS |  | HPGPHYLLPP |  | IHEVIHSHRG |
| ATATLPCVLG |  | TTPPSYKVRW |  | SKVEPGELRE |  | TLILITNGLH |  | ARGYGPLGGR |
| ARMRRGHRLD |  | ASLVIAGVRL |  | EDEGRYRCEL |  | INGIEDESVA |  | LTLSLEGVVF |
| PYQPSRGRYQ |  | FNYYEAKQAC |  | EEQDGRLATY |  | SQLYQAWTEG |  | LDWCNAGWLL |
| EGSVRYPVLT |  | ARAPCGGRGR |  | PGIRSYGPRD |  | RMRDRYDAFC |  | FTSALAGQVF |
| FVPGRLTLSE |  | AHAACRRRGA |  | VVAKVGHLYA |  | AWKFSGLDQC |  | DGGWLADGSV |
| RFPITTPRPR |  | CGGLPDPGVR |  | SFGFPRPQQA |  | AYGTYCYAEN |  |            |

A: Аланін

C: Цистеїн

D: Аспарагінова кислота

E: Глутамінова кислота

F: Фенілаланін

G: Гліцин

H: Гістидин

I: Ізолейцин

K: Лізин

L: Лейцин

M: Метіонін

N: Аспарагін

P: Пролін

Q: Глутамін

R: Аргінін

S: Серин

T: Треонін

V: Валін

W: Триптофан

Локалізований у позаклітинному матриксі.
Також секретований назовні.